# Heartless (Fernsehserie)
Heartless ist eine dänische Mystery-Fernsehserie, die ihre Premiere am 28. April 2014 auf dem dänischen Sender Kanal 5 hatte. Die erste Staffel umfasst 8 Episoden, die sich in zwei Produktionsjahre aufsplittet. Die ersten 5 Episoden wurden 2013, die restlichen 3 Episoden 2014 produziert. Der Titelsong zur Serie Don’t believe the demons kommt von der Sängerin Roxy Jules. Seit dem 13. Februar 2018 läuft die deutsche Erstausstrahlung auf dem Sender RTL Passion.

## Handlung
Die Geschwister Sofie und Sebastian tragen ein dunkles, fatales Geheimnis: sie sind verflucht. Als Energievampire müssen sie anderen Menschen Lebensenergie entziehen, um selbst überleben zu können und nicht zu Staub zu zerfallen. Während Sofie sich mit der Situation abgefunden hat, möchte Sebastian die Ursachen ergründen. In einem Waisenhaus versuchen Sofie und Sebastian, Antworten über den Fluch zu finden, was sie zu dem mysteriösen und traditionellen Internat Ottmannsgaard führt.

## Besetzung
Die deutsche Synchronisation entstand durch die Synchronfirma Bavaria Film Synchron GmbH in München nach einem Dialogbuch von Julia Haacke, welche ebenfalls die Dialogregie übernahm.

### Hauptdarsteller
| Schauspieler            | Rollenname                          | Staffel | Synchronsprecher       |
| ----------------------- | ----------------------------------- | ------- | ---------------------- |
| Sebastian Jessen        | Sebastian Nielsen                   | 1       | Max Felder             |
| Julie Zangenberg        | Sofie Nielsen                       | 1       | Katharina Iacobescu    |
| Nicolaj Kopernikus      | Rektor Henrik Just                  | 1       | Philipp Moog           |
| Gustav Dyekjær Giese    | 1. Internatspräfekt Ditlev Hartvig  | 1       | Arne Hörmann           |
| Allan Hyde              | 2. Internatspräfekt Pieter Stockman | 1       | Maximillian Belle      |
| Thomas Ernst            | Frederik                            | 1       |                        |
| Julie Christiansen      | Emilie Just                         | 1       | Marcia von Rebay       |
| Julie Grundtvig Wester  | Josefine                            | 1       | Laura Maire            |
| Frederikke Dahl Hansen  | Nadja                               | 1       | Lea Kalbhenn           |
| Laura Christensen       | Gräfin Gertrud Ottmann              | 1       | Katharina Schwarzmaier |
| Shelly Jacqueline Levy  | Ane                                 | 1       | Ilena Gwisdalla        |
| Lior Cohen              | Graf Christian Ottman               | 1       | Tobias Kern            |
| Katrine Greis-Rosenthal | Ida Just                            | 1       | Janina Dietz           |
| Marie Hammer Boda       | Clara Just                          | 1       | Paulina Rümmelein      |
| Christopher Læssø       | Gustav                              | 1       |                        |
| Petrine Agger           | Miriam                              | 1       |                        |

### Nebendarsteller
| Schauspieler       | Rollenname      | Staffel | Synchronsprecher |
| ------------------ | --------------- | ------- | ---------------- |
| Iris Mealor Olsen  | Marie Ottmann   | 1       |                  |
| Elsebeth Steentoft | Kirsten Nielsen | 1       |                  |
| Casper Sloth       | Mikkel          | 1       | Julian Manuel    |
| Morten Holst       | Pede            | 1       |                  |

## Episodenliste

### Staffel 1.1
| Nr. (ges.) | Nr. (St.) | Deutscher Titel                    | Originaltitel | Erstveröffentlichung Dänemark | Deutschsprachige Erstveröffentlichung (D) | Regie         |
| ---------- | --------- | ---------------------------------- | ------------- | ----------------------------- | ----------------------------------------- | ------------- |
| 1          | 1         | Sofie und Sebastian sind verflucht | Afsnit 1      | 28. Apr. 2014                 | 13. Feb. 2018                             | Natasha Arthy |
| 2          | 2         | Von Tag zu Tag wächst der Hunger   | Afsnit 2      | 5. Mai 2014                   | 20. Feb. 2018                             | Natasha Arthy |
| 3          | 3         | Leider die Liebe                   | Afsnit 3      | 12. Mai 2014                  | 27. Feb. 2018                             | Natasha Arthy |
| 4          | 4         | Unter uns das Unheil               | Afsnit 4      | 19. Mai 2014                  | 6. März 2018                              | Natasha Arthy |
| 5          | 5         | Die Vorsicht liegt hinter uns      | Afsnit 5      | 26. Mai 2014                  | 13. März 2018                             | Natasha Arthy |

### Staffel 1.2
| Nr. (ges.) | Nr. (St.) | Deutscher Titel                  | Originaltitel | Erstveröffentlichung Dänemark | Deutschsprachige Erstveröffentlichung (D) | Regie       |
| ---------- | --------- | -------------------------------- | ------------- | ----------------------------- | ----------------------------------------- | ----------- |
| 6          | 6         | Etwas im Wald                    | Afsnit 6      | 22. Nov. 2015                 | 20. März 2018                             | Kaspar Munk |
| 7          | 7         | Fremde Hilfe, doch am Ende fatal | Afsnit 7      | 22. Nov. 2015                 | 27. März 2018                             | Kaspar Munk |
| 8          | 8         | Ihr wolltet die Wahrheit         | Afsnit 8      | 22. Nov. 2015                 | 3. Apr. 2018                              | Kaspar Munk |

## Auszeichnungen
Robert Festival 2016
- Nominierung in der Kategorie Best Supporting Actress – TV Series (Julie Christiansen)[6]
- Nominierung in der Kategorie Best Danish TV Series (Ronnie Fridthjof (Produzent), Nikolaj Scherfig (Drehbuch), Kaspar Munk (Regie) )[7]

Zulu Awards 2016
- Nominierung in der Kategorie Best Actor (Julie Christiansen (Fridthjof Film) )[8]

## Trivia
In dem 1985 erschienenen Science-Fiction Horrorfilm Lifeforce – Die tödliche Bedrohung, welcher auf dem Roman Vampire aus dem Weltraum (The Space Vampires) von Colin Wilson basiert, ging es erstmals um aus dem Weltraum kommende, lebensenergiesaugende Vampire.